# Compteromesa haradensis
Compteromesa haradensis är en tvåvingeart som beskrevs av Niitsuma och Makarchenko 1997. Compteromesa haradensis ingår i släktet Compteromesa och familjen fjädermyggor. Inga underarter finns listade i Catalogue of Life.